# Aprostocetus arathis
Aprostocetus arathis är en stekelart som först beskrevs av Walker 1840.  Aprostocetus arathis ingår i släktet Aprostocetus och familjen finglanssteklar. Inga underarter finns listade i Catalogue of Life.